# 阿拉武斯

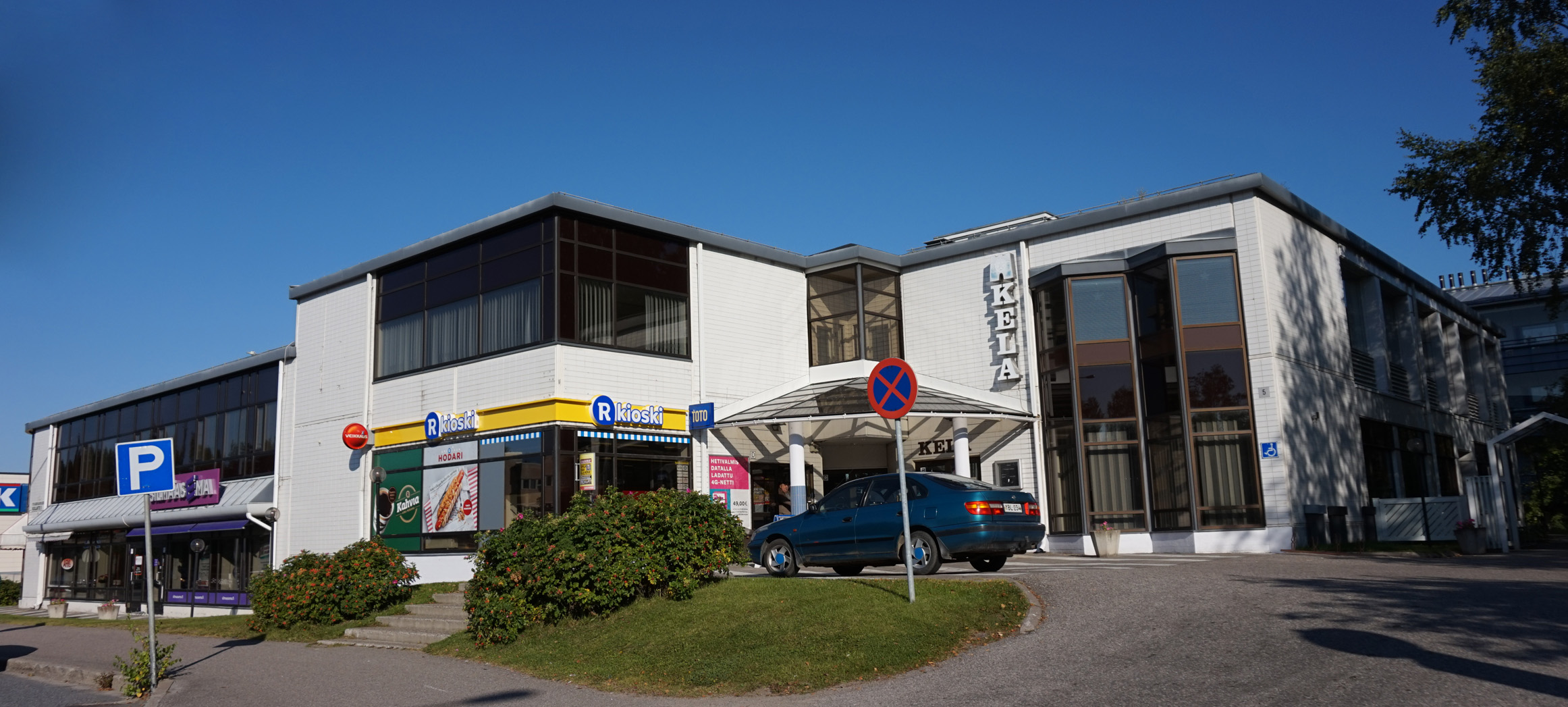

阿拉武斯是芬蘭的城鎮，位於該國西部，由南博滕區負責管轄，面積842.73平方公里，鎮上有60座湖泊，2012年人口9,236，其中約99%居民的母語是芬蘭語。

## 外部連結
- Town of Alavus （页面存档备份，存于） – Official website